# Kelly Friesen
Kelly Friesen (* 15. Oktober 1967 in Winnipeg, Kanada; † 20. November 2024) war ein kanadischer Jazzmusiker (Kontrabass, auch Gesang).

## Leben und Wirken
Friesen erhielt formale musikalische Ausbildung in klassischen Studien (Bass, Piano, Gesang und Musiktheorie) am Royal Conservatory of Music in Toronto. Er erhielt außerdem von 1993 bis 1997 Privatunterricht beim Jazzbassisten Ray Brown und dem klassischen Bassisten Homer Mensch. Nach seinem Umzug nach New York im Jahr 1993 arbeitete er als Sideman und Leiter eigener Bands. Seitdem spielte er mit Jazzgrößen wie Herb Ellis, Bucky Pizzarelli, Etta Jones, Jerome Richardson und Frank Wess. Außerdem trat er in der New Yorker Town Hall, im Blue Note, Birdland, Jazz Standard, Iridium Jazz Club und The Rainbow Room sowie auf Festivals und Veranstaltungsreihen wie The 92nd Street Y Jazz Series und dem JVC Jazz Festival auf.
Des Weiteren spielte Friesen Musik mit Woody Allens New Orleans Jazz Band (1997–2001), Jon-Erik Kellso/Ehud Asherie, dem Julliard Symphony Orchestra und mit Sister Sledge („We Are Family“). Stilistisch reichte seine Musik von Straight Ahead Jazz und Dixieland der 1920er Jahre bis hin zu Klassik, Popmusik und Rhythm & Blues. Unter eigenem Namen legte er 2006 ein Album im Eigenverlag vor. Im Bereich des Jazz war er laut Tom Lord zwischen 1999 und 2012 an zwölf Aufnahmesessions beteiligt, u. a. auch mit Peter Ecklund, Eric Felten, Michel Pastre, Lisa Hearns, Bria Skonberg und Emily Asher. In Woody Allens Film Sweet and Lowdown (1999) ist er zusammen mit Dick Hyman und Joe Wilder mit dem Song „Out of Nowhere“ zu hören.

## Diskographische Hinweise
- Sings Songs of Love (2006), mit Charlie Caranicas, Michael Hashim, Ed MacEachen, Bob Ward, Taro Okamoto